# François Rossel
Pour les articles homonymes, voir Rossel.
François Rossel, né le 17 août 1955 à Lausanne et mort le 6 novembre 2015, est un poète, éditeur, psychologue et écrivain vaudois.

## Biographie
Originaire du Jura, François Rossel est d'abord instituteur avant d'exercer la profession de psychologue pour enfant.
Il dirige les éditions empreintes avec Alain Rochat depuis 1985. À cette date, ils commençaient à imprimer les poèmes de leurs amis avec une presse manuelle, lorsque Maurice Chappaz leur demande d'éditer Le livre de C, hommage du poète à Corinna Bille. L'édition de ce recueil assied la réputation d'Empreintes : des poètes romands comme Alexandre Voisard ou Pierre-Alain Tâche emboîtent rapidement le pas au poète valaisan.
Il publie plusieurs recueils de poèmes, parmi ceux-ci : À force de nuit (1981), Graines (1985), D'offrir le monde vide (1991). Membre de l'Association vaudoise des écrivains, de la Société pédagogique vaudoise et de l'Association vaudoise des psychologues, il reçoit en 1984 le Prix Pierre Boulanger et en 1989 le Prix Jeunes créateurs de la Fondation vaudoise pour la culture.